# アーマンド・ハマー
アーマンド・ハマー（Armand Hammer、1898年5月21日 - 1990年12月10日）はアメリカの大富豪で1957年から晩年まで石油会社オクシデンタルを経営し、美術品収集家、社会事業家、親ロシアの財界人である。ドクター・ハマーの愛称で知られた。

## 略歴

### ドクター・ハマー
ニューヨーク州マンハッタンのロシア系ユダヤ人の家に生まれ、父ジュリアス・ハマーは熱烈な共産主義者で、アメリカ共産党の元となった社会主義労働党 (SLP) の創設者である。1924年にコロンビア大学の医学部を卒業し、医師の資格を持つことから、以降｢ドクター・ハマー」と呼ばれるようになる。
伝記作家の Carl Blumay (長年のハマーの元広報担当) によると「アーマンド・ハマー」Armand Hammer の命名の由来は、アメリカ共産党の象徴である腕とハンマー（arm and ……）であるという。ハマー自身は自伝で、父ジュリアスがアレクサンドル・デュマ・フィスの小説『椿姫』の主人公の恋人アルマン・デュヴァル (Armand Duval) の名を自分につけたと述べている。
重曹のブランドArm and Hammer baking soda とは名前が非常によく似ていて、ブランドロゴもハンマーを握った腕であるが、実際には全くの偶然である。ハマーはそのブランド名を意識しており、1980年代にブランドを所有するチャーチ・アンド・ドワイト Church and Dwight の買収に乗り出し、かなりの比率の株を取得して取締役会に席を得た。

### 赤い資本家
大学卒業後にハマーは医学の道に進まず、父親のつてで当時ロシア革命により成立したばかりのソビエト連邦と医薬品の輸出から貿易ビジネスを起業し、1920年代には旧ソビエト連邦に移り住む。
やがて父親からの紹介を受けて知り合ったソ連の指導者であるウラジーミル・レーニンの信頼を得て、アメリカやカナダとソ連との貿易を一手に担うことになった。安価な鉛筆の生産事業とソ連対外輸出が大きなビジネスに発展すると、ソ連へのフォード車の輸出、トラクター組み立て工場の建設、穀物類のアメリカ向け輸出を一手に引き受けることとなる。
しかし1924年にレーニンが死んだ後、混乱するソ連との商売と貿易を縮小せざるを得ず、特に1930年代以降はヨシフ・スターリン政権下のソ連において粛清の嵐が吹きあふれる中、第二次世界大戦を経てスターリン死後の冷戦初期までは中断せねばならなくなった。
しかし1953年のスターリンの死後はソ連との貿易を回復し、冷戦時にタブー視されたアメリカの対ソ連貿易の中心的な存在となる。共産主義のシンボル的な存在であるレーニンの信頼を得た人物として、ソ連の影響下にある周辺衛星国などの、いわゆる東側諸国の指導者の信頼も受け、これらの国との貿易ビジネスも積極的に行い多大な収益を上げた。
他にも酒造業や美術品の売買から、石油 (後述) や原子力発電などのエネルギー産業に至るまで、様々な分野にその事業を広げることとなった。アメリカと共産圏の国々との国交改善を議会へ働きかけ、1982年には中ソ対立で進出が遅れた中華人民共和国の鄧小平とも会談し経済協力を話し合った。

### 石油事業

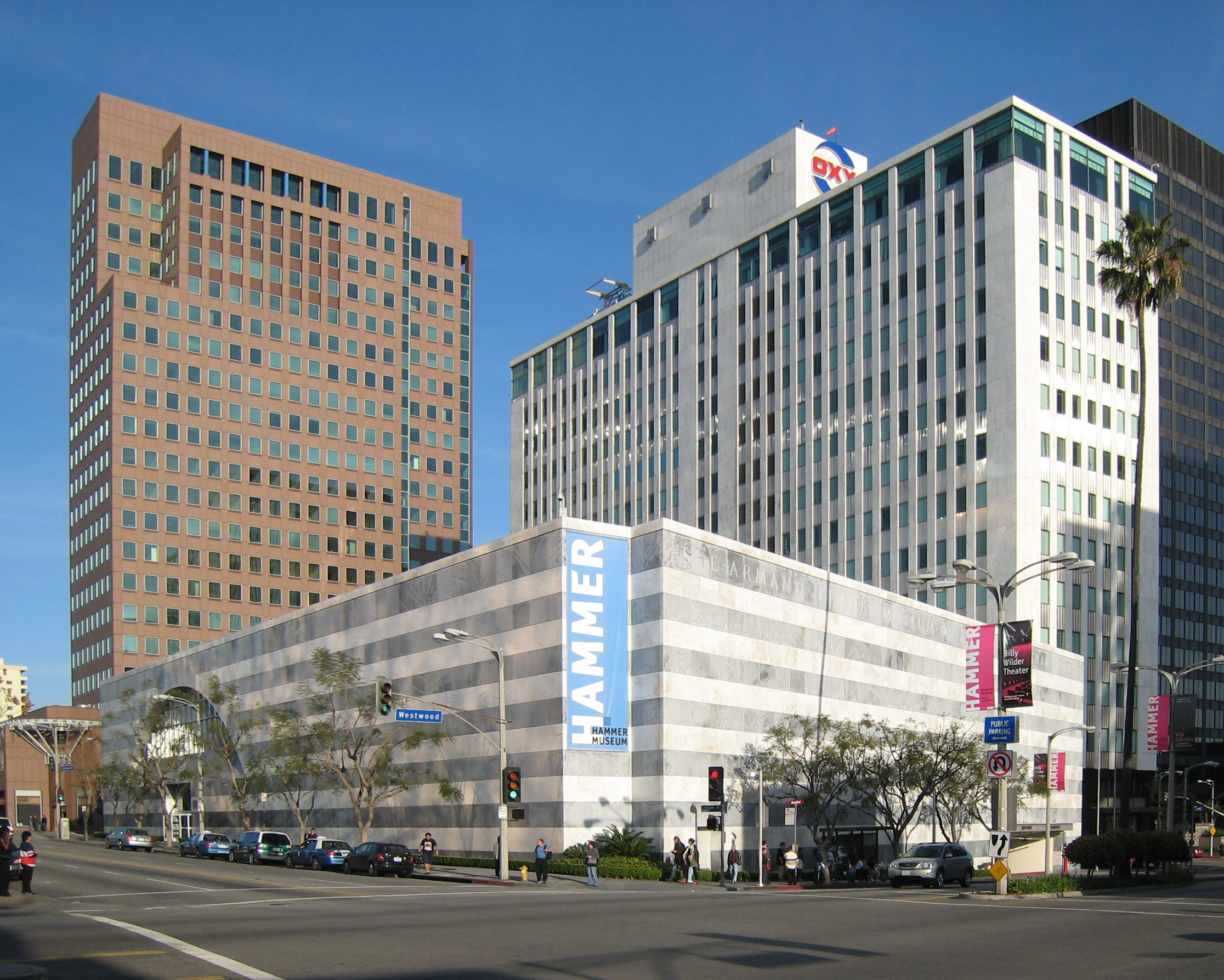
オクシデンタル・ペトロリウム本社。手前にある低層のビルがハマー美術館。

｢オクシデンタル・ペトロリウム｣（略称「オクシー」OXY）は独立系石油会社で、規模は「石油メジャー」と呼ばれる7大石油会社に次ぎ原油とガスの採掘も手がける。
ハマーはソ連から帰国後、貿易で得た莫大な資産を元に、1957年にこの会社の経営権を握ると、イランのモハンマド・レザー・パフラヴィー国王やリビアのイドリース1世国王との深い関係を元にして石油開発、取引を行ったほか、北海油田の開発などで莫大な資産を得て、同社を世界第8位の石油会社に成長させた。
1974年、ハマーはリビアとの35年間の石油探査契約を発表したが、これは1969年9月にリビアのムアンマル・アル＝カッザーフィー（カダフィ）大佐が権力して掌握以来初めてリビアが署名した協定であった。ちなみに、その後リビアとアメリカは断交し、リビアにあった同社の資産はすべて接収・国有化され大打撃を受けた。アメリカは経済制裁を発動し渡航禁止措置を行ったが、2004年にアメリカ政府による渡航禁止措置が解除され、2005年1月に行われたリビアの石油・ガス権益入札でオクシデンタルとサウジアラビア系企業の連合がその多くを制し、リビアの石油・ガス権益への本格的な復帰を行うことになった。

### 政界とのつながり

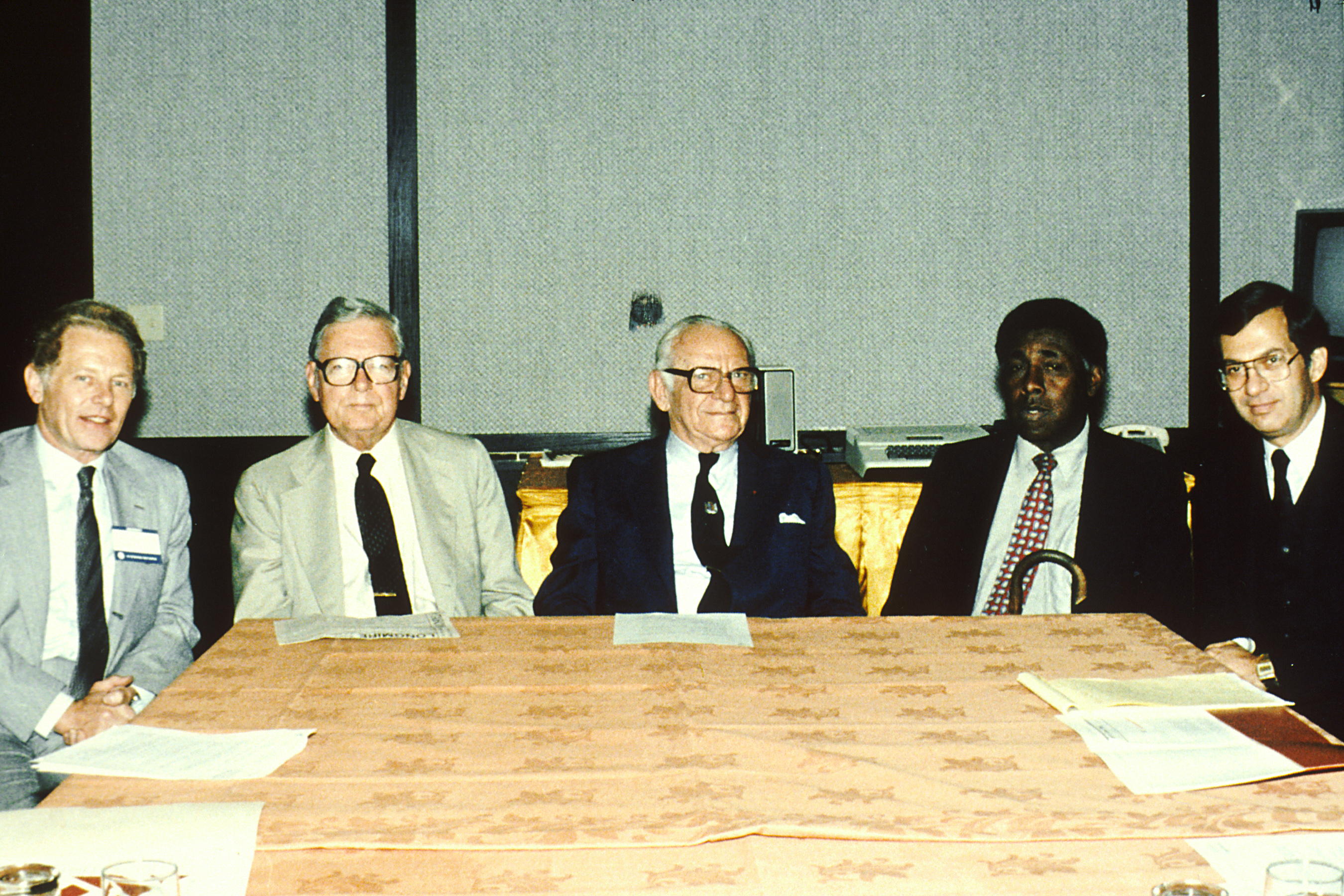
癌懇談会のメンバーとともに（1982年）

共和党の熱心な支持者としても知られ、リチャード・ニクソンからロナルド・レーガンまでアメリカの指導者と個人的な友好を結び、デタントの陰の立役者になった反面、ソ連で政治キャンペーンにハマーの名前が利用されると、かねてから外交問題で発言していたことから国益に反する政商ではないかと反ソ連派閥に追及される。やはり親密な関係にあったアルバート・ゴア・シニアが落選により民主党上院議員を退いてオキシデンタルの顧問弁護士に就いたときは、やはり激しい批判にさらされた。
政治献金5万4,000アメリカドルの一部が不正であったとして立件され、3000ドルの罰金と保護観察処分の有罪判決が出た際も、当時大統領であったジョージ・H・W・ブッシュから恩赦が与えられるなど、その影響力をビジネスだけでなく政治や外交にもふんだんに発揮した。

### 教育・研究事業
ハマーには社会事業家の側面があり、教育、医療、芸術を支援した。手掛けた教育事業として、Armand Hammer United World College of the American Westを開学、現在のUWCアメリカ校である。
医療方面ではチェルノブイリ原子力発電所事故で救助活動に参加したロバート・ゲイル博士はArmand Hammer Center for Advanced Studies in Nuclear Energy and Healthの所長を務め（1986年-1993年）、福島第一原子力発電所事故の救援にも加わっている。
ハマーの外交感覚は個人と個人のつながりを重視すると地政学的な緊張関係を解決できるという「ヴィクトリア朝」的な信念があった。冷戦下の1980年代半ばまでハマーは身をもって信念の正しさを示そうとして、この世にレーニンとレーガンの両者と知り合いだった人物は自分をおいていないと、たびたび公の場で述べている。

### 死去
90歳を超えても自家用ジェット機のガルフストリーム IIIで世界中を飛び回り、様々なビジネスに関わる多忙な日々を送っていた。東西冷戦終結後の1990年12月10日に92歳で死去した。

## 賞歴
豊かな篤志家として、また外交手腕は世界で広く知られ、その一生のうちにその功績を多くの国に認められている。なお、生前熱望していたノーベル平和賞に関してであるが、1988年に候補者として発表される。その年はダライ・ラマに授与される。彼はその後、候補に挙がっていない。
- ソビエト連邦　Lenin Order of Friendship Among the Peoples
- アメリカ　National Arts Medal
- フランス　レジオンドヌール勲章
- イタリア　勲章　Grand Order of Merit
- スウェーデン　勲章 Royal Order of the Polar Star
- オーストリア　勲章 Knight Commander's Cross
- パキスタン　平和賞 Hilal-i-Quaid-Azam Peace Award
- イスラエル　指導者賞 Leadership Award
- ベネズエラ　勲章 Order of Andres Bellos
- メキシコ　褒賞　National Recognition Award
- ブルガリア　勲章　Jubilee Medal
- ベルギー　勲章　Order of the Crown。

## その他
小惑星(3376) Armandhammerはアーマンド・ハマーにちなんで命名された。

### コレクターとして
美術品収集家として印象派とポスト印象派絵画のコレクションも世界的に知られており、1920年代にソ連との貿易をしていたころより本格的に収集を始め（商売の対価として美術品を得ることも多かった）、主にロマノフ王朝時代のロシアをはじめとするヨーロッパの絵画や彫刻などを収集する。
その傍ら、1930年代にはニューヨーク州マンハッタンに画廊をオープンするなど、趣味と実益を兼ねたビジネスを行っていた。また、後にオクシデンタル・ペトロリウムの本社があるカリフォルニア州ロサンゼルスにハマー美術館を設立、主要な収蔵品を寄付してコレクションを拡充し、やがてUCLAに寄進している。
一時期はレオナルド・ダ・ヴィンチの手稿の1つ「レスター手稿」を所有しており、『ハマー手稿』と改名した。死後は美術館で管理されていたが、相続人が起こした訴訟によって美術館に資金不足が生じ売却された。購入したのはビル・ゲイツである。

## 著書
- アーマンド・ハマー『ドクター・ハマー　私はなぜ米ソ首脳を動かすのか』、広瀬隆訳、ダイヤモンド社 1987年
- Edward Jay Epstein, Armand Hammer 『Dossier: The Secret History of Armand Hammer』 Random House Inc 1996年

### 評伝
- 寺谷弘壬『ドクター・ハマーが動いた！』 ベストセラーズ、1988年